# George Theodore Felbeck
George Theodore Felbeck (Salina (Kansas), 1897 — Jamaica Bay, 1 de março de 1962) foi um engenheiro químico estadunidense.
Foi um dos 95 passageiros que morreu na queda do Voo 1 da American Airlines em 1 de março de 1962. Casou com Helen Mildred, nascida Kniseley, em 5 de novembro de 1919.
Trabalhou em Oak Ridge (Tennessee) de 1942 a 1946 no Projeto Manhattan como engenheiro químico e nuclear, sob o comando de Kenneth Nichols.